# Передняя Австрия

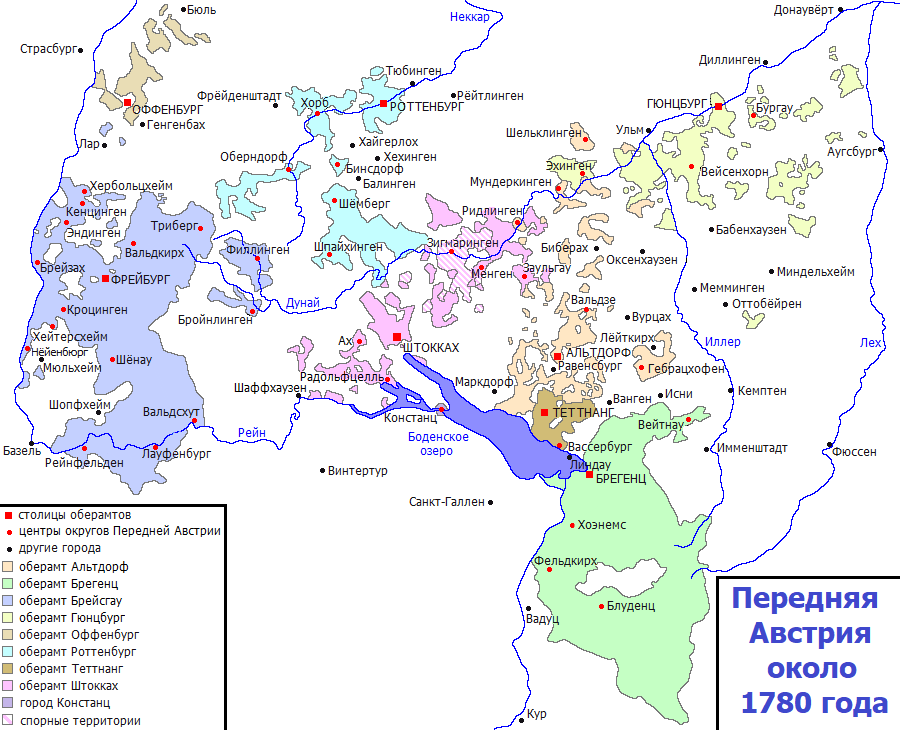
Передняя Австрия в 1780 году.

Передняя Австрия (нем. Vorderösterreich) — собирательное название для группы владений австрийской династии Габсбургов, находившихся в юго-западной части Германии (главным образом, в Швабии, Эльзасе и Форарльберге). Административным центром служил Фрайбург.

## История
Первоначально ядро владений Габсбургов находилось в северной Швейцарии (Аргау). В XIII веке Габсбургам удалось присоединить территорию Брейсгау в юго-западной Швабии, Зундгау в Эльзасе, а в 1301 году Бургау между Аугсбургом и Ульмом. С воцарением Габсбургов на престоле Австрии в 1278 году центр монархии переместился на восток. Вскоре после битв при Моргартене (1315 год) и Земпахе (1386 год) были потеряны швейцарские владения, добившиеся независимости и образовавшие Швейцарский союз. Это превратило Переднюю Австрию в далёкую периферию габсбургской державы, ориентированной теперь в направлении Дунайского бассейна.

Тем не менее присоединения земель в этом регионе не остановились: в 1386 году под власть Габсбургов попал Фрайбург, затем Ортенау ниже по Рейну, в 1381 году было приобретено графство Гогенберг в центральной Швабии, в 1548 году — город Констанц. 

Герб Передней Австрии.

В 1648 году по Вестфальскому миру австрийские владения в Эльзасе (Зундгау) и крепость Брейзах были переданы Франции.
В XVIII веке было присоединено графство Теттнанг на востоке Боденского озера. К концу века численность населения Передней Австрии возросла до 400 тысяч человек.
В административном отношении Передняя Австрия обычно объединялась с Тиролем под управлением единых органов государственной власти. Граф Тирольский из рода Габсбургов являлся регентом Передней Австрии.
После начала войн с революционной Францией и побед Наполеона Передняя Австрия была оккупирована войсками французов и их союзников. В 1802 году Габсбурги были вынуждены уступить Фрикталь Швейцарии. Крах Австрийской империи в битве под Аустерлицем в 1805 году определил судьбу Передней Австрии: по Пресбургскому миру австрийские владения в юго-западной Германии были разделены между союзниками Наполеона: Баварией, Баденом, Вюртембергом и Гессеном-Дармштадтом. В качестве компенсации Габсбурги получили Зальцбург.
Венский конгресс 1815 года подтвердил в отношении Передней Австрии условия Прессбургского договора. Многие города бывшей Передней Австрии отказывались менять свои австрийские гербы на новые. В Гюнцбурге и Циметсхаузене это удалось только после прихода баварской армии.